# Proliferatini ćelijski nuklearni antigen
Proliferativni ćelijski nuklearni antigen (PCNA) je DNK stega koja deluje kao faktor procesivnosti za DNK polimerazu δ u eukariotskim ćelijama i koja je esencijalna za replikaciju. PCNA je homotrimer koji ostvaruje svoju procesivnost putem obuhvatanja DNK, pri čemu ona deluje kao osnova na kojoj se vezuju drugi proteini koji su neophodni za DNK replikaciju, DNK popravku, remodelovanje hromatina i epigenetiku.
Mnogi proteini formiraju interakcije sa dva poznata PCNA-interagujuća motiva: PCNA interagujuća peptidna (PIP) kutija i AlkB homolog 2 PCNA interagujući motiv (APIM). Proteinsko vezivanje za PCNA putem PIP-kutije se uglavnom ostvaruje tokom DNK replikacije, dok su proteini koji se vezuju za PCNA putem APIM prvenstveno važni u kontekstu genotoksičnog stresa.
U responsu na DNK oštećenje, ovaj protein biva ubikvitinisan i učestvuje u putu RAD6 zavisne DNK popravke. Poznate su dve transkriptne varijante koje kodiraju isti protein. Pseudogeni ovog gena su prisutni na hromozomu 4 i na X hromozomu.

## Interakcije
PCNA formira interakcije sa:
- Aneksin A2,[6]
- CAF-1,[7][8][9]
- CDC25C,[10]
- CHTF18,[6]
- Ciklin D1,[11][12]
- Ciklin O,[6][13]
- Cyclin-dependent kinase 4,[12][14]
- Ciklin-dependent kinase inhibitor 1C,[15]
- DNMT1,[16][17][18]
- EP300,[19]
- Endonukleaza 1 specifična za flap strukturu,[20][21][22][23][24][25][26]
- GADD45A,[27][28][29][30][31]
- GADD45G,[32][33]
- HDAC1,[34]
- HUS1,[35]
- ING1,[36]
- KCTD13,[37]
- KIAA0101,[26]
- Ku70,[6][38]
- Ku80,[6][38][39]
- MCL1,[40]
- MSH3,[6][41][42]
- MSH6,[6][41][42]
- MUTYH,[43]
- P21,[15][22][26][44][45][46][47][48]
- POLD2,[49]
- POLD3,[6][50]
- POLDIP2,[51]
- POLH,[52]
- POLL,[53][54][55]
- RFC1,[6][44][56][57][58]
- RFC2,[6][59][60]
- RFC3,[6][61]
- RFC4,[6][59]
- RFC5,[6][57][59]
- Ubikvitin C[62][63][64]
- ATP zavisna helikaza vernerovog sindroma,[65][66]
- XRCC1,[67] and
- Protein 1 vezivanja Y kutije.[68]

Proteini koji formiraju interakcije sa PCNA preko APIM obuhvataju ljudski AlkB homolog 2, TFIIS-L, TFII-I, Rad51B, XPA, ZRANB3, i FBH1.

## Literatura
- Prosperi E (1998). „Multiple roles of the proliferating cell nuclear antigen: DNA replication, repair and cell cycle control”. Progress in cell cycle research. 3: 193—210. ISBN 978-1-4613-7451-0. PMID 9552415. doi:10.1007/978-1-4615-5371-7_15.
- Miura M (1999). „Detection of chromatin-bound PCNA in mammalian cells and its use to study DNA excision repair”. J. Radiat. Res. 40 (1): 1—12. PMID 10408173. doi:10.1269/jrr.40.1.
- Chen M, Pan ZQ, Hurwitz J (1992). „Sequence and expression in Escherichia coli of the 40-kDa subunit of activator 1 (replication factor C) of HeLa cells”. Proc. Natl. Acad. Sci. U.S.A. 89 (7): 2516—2520. PMC 48692 . PMID 1313560. doi:10.1073/pnas.89.7.2516.
- Kemeny MM, Alava G, Oliver JM (1993). „Improving responses in hepatomas with circadian-patterned hepatic artery infusions of recombinant interleukin-2”. J. Immunother. 12 (4): 219—223. PMID 1477073. doi:10.1097/00002371-199211000-00001.
- Morris GF, Mathews MB (1990). „Analysis of the proliferating cell nuclear antigen promoter and its response to adenovirus early region 1”. J. Biol. Chem. 265 (27): 16116—25. PMID 1975809.
- Webb G, Parsons P, Chenevix-Trench G (1991). „Localization of the gene for human proliferating nuclear antigen/cyclin by in situ hybridization”. Hum. Genet. 86 (1): 84—6. PMID 1979311. doi:10.1007/bf00205180.
- Travali S, Ku DH, Rizzo MG, Ottavio L, Baserga R, Calabretta B (1989). „Structure of the human gene for the proliferating cell nuclear antigen”. J. Biol. Chem. 264 (13): 7466—72. PMID 2565339.
- Ku DH, Travali S, Calabretta B, Huebner K, Baserga R (1989). „Human gene for proliferating cell nuclear antigen has pseudogenes and localizes to chromosome 20”. Somat. Cell Mol. Genet. 15 (4): 297—307. PMID 2569765. doi:10.1007/BF01534969.
- Prelich G, Kostura M, Marshak DR, Mathews MB, Stillman B (1987). „The cell-cycle regulated proliferating cell nuclear antigen is required for SV40 DNA replication in vitro”. Nature. 326 (6112): 471—5. PMID 2882422. doi:10.1038/326471a0.
- Almendral JM, Huebsch D, Blundell PA, Macdonald-Bravo H, Bravo R (1987). „Cloning and sequence of the human nuclear protein cyclin: homology with DNA-binding proteins”. Proc. Natl. Acad. Sci. U.S.A. 84 (6): 1575—9. PMC 304478 . PMID 2882507. doi:10.1073/pnas.84.6.1575.
- Chen IT, Smith ML, O'Connor PM, Fornace AJ (1995). „Direct interaction of Gadd45 with PCNA and evidence for competitive interaction of Gadd45 and p21Waf1/Cip1 with PCNA”. Oncogene. 11 (10): 1931—7. PMID 7478510.
- Li X, Li J, Harrington J, Lieber MR, Burgers PM (1995). „Lagging strand DNA synthesis at the eukaryotic replication fork involves binding and stimulation of FEN-1 by proliferating cell nuclear antigen”. J. Biol. Chem. 270 (38): 22109—12. PMID 7673186. doi:10.1074/jbc.270.38.22109.
- Fukuda K, Morioka H, Imajou S, Ikeda S, Ohtsuka E, Tsurimoto T (1995). „Structure-function relationship of the eukaryotic DNA replication factor, proliferating cell nuclear antigen”. J. Biol. Chem. 270 (38): 22527—34. PMID 7673244. doi:10.1074/jbc.270.38.22527.
- Warbrick E, Lane DP, Glover DM, Cox LS (1995). „A small peptide inhibitor of DNA replication defines the site of interaction between the cyclin-dependent kinase inhibitor p21WAF1 and proliferating cell nuclear antigen”. Curr. Biol. 5 (3): 275—282. PMID 7780738. doi:10.1016/S0960-9822(95)00058-3.
- Hall PA, Kearsey JM, Coates PJ, Norman DG, Warbrick E, Cox LS (1995). „Characterisation of the interaction between PCNA and Gadd45”. Oncogene. 10 (12): 2427—33. PMID 7784094.
- Kato S, Sekine S, Oh SW, Kim NS, Umezawa Y, Abe N, Yokoyama-Kobayashi M, Aoki T (1995). „Construction of a human full-length cDNA bank”. Gene. 150 (2): 243—50. PMID 7821789. doi:10.1016/0378-1119(94)90433-2.
- Matsuoka S, Yamaguchi M, Matsukage A (1994). „D-type cyclin-binding regions of proliferating cell nuclear antigen”. J. Biol. Chem. 269 (15): 11030—6. PMID 7908906.
- Szepesi A, Gelfand EW, Lucas JJ (1994). „Association of proliferating cell nuclear antigen with cyclin-dependent kinases and cyclins in normal and transformed human T lymphocytes”. Blood. 84 (10): 3413—21. PMID 7949095.
- Smith ML, Chen IT, Zhan Q, Bae I, Chen CY, Gilmer TM, Kastan MB, O'Connor PM, Fornace AJ (1994). „Interaction of the p53-regulated protein Gadd45 with proliferating cell nuclear antigen”. Science. 266 (5189): 1376—80. PMID 7973727. doi:10.1126/science.7973727.
- Pan ZQ, Chen M, Hurwitz J (1993). „The subunits of activator 1 (replication factor C) carry out multiple functions essential for proliferating-cell nuclear antigen-dependent DNA synthesis”. Proc. Natl. Acad. Sci. U.S.A. 90 (1): 6—10. PMC 45588 . PMID 8093561. doi:10.1073/pnas.90.1.6.

## Spoljašnje veze
- PCNA на 
- „ANA: Cell cycle related (Mitotic): PCNA type 1 and type 2 Antibody Patterns”. Antibody Patterns.com. Архивирано из оригинала 23. 09. 2015. г. Приступљено 2008-04-15.
- Dan Krotz. „Structure of a clamp–loader complex”. Advanced Light Source News. Lawrence Berkeley National Laboratory. Приступљено 2008-04-15.
- Bowman GD, O'Donnell M, Kuriyan J (2004). „Structural analysis of a eukaryotic sliding DNA clamp-clamp loader complex”. Nature. 429 (6993): 724—730. PMID 15201901. doi:10.1038/nature02585.
- „Movie showing a model of clamp loading of PCNA onto DNA”. Pubmed Central.[мртва веза]
- Miyata T, Suzuki H, Oyama T, Mayanagi K, Ishino Y, Morikawa K (2005). „Open clamp structure in the clamp-loading complex visualized by electron microscopic image analysis”. Proc. Natl. Acad. Sci. U.S.A. 102 (39): 13795—13800. PMC 1236569 . PMID 16169902. doi:10.1073/pnas.0506447102.